# Dichotomius mysticus
Dichotomius mysticus är en skalbaggsart som beskrevs av Luederwaldt 1935. Dichotomius mysticus ingår i släktet Dichotomius och familjen bladhorningar. Inga underarter finns listade i Catalogue of Life.